# Молес Каливес
Молес Каливес или Мола Каливия (на гръцки: Μόλες Καλύβες, Μόλα Καλύβια) е курортно селище в Егейска Македония, Гърция, в дем Касандра в административна област Централна Македония.

## География
Молес Каливес е разположено на западния бряг на полуостров Касандра - най-западният ръкав на Халкидическия полуостров. Има население от 134 души (2001).